# Luperina rotroui
Luperina rotroui là một loài bướm đêm trong họ Noctuidae.